# Charles Royds
Charles William Rawson Royds KBE CMG ADC FRGS (1876 – 1931) foi um oficial da Marinha Real Britânica, alcançando o posto de vice-almirante, e, mais tarde, Comissário Assistente da Polícia Metropolitana de Londres, entre 1926 e 1931.

## Biografia
Royds nasceu em Rochdale, Lancashire. Frequentou a Academia da Marinha Real Eastman em Southsea, e torno-se cadete em Junho de 1892. Em Agosto de 1892, embarcou no cruzador HMS Immortalité do Esquadrão do Canal. No posto de guarda-marinha, serviu nos cruzadores HMS Australia e HMS Barfleur. Em Setembro de 1896, foi promovido a sub-tenente. Em 1897, passou para o cruzador HMS Champion, do Esquadrão de Formação. No ano seguinte, foi promovido a tenente pelo seu desempenho ao comando de uma embarcação que recolheu um homem que tinha caído ao mar Báltico. Em 1899, navegou até às Índias Ocidentais a bordo do HMS Crescent.
Entre 1901 e 1904, Royds serviu como primeiro-tenente no RRS Discovery, navio da Expedição Discovery de Robert Falcon Scott. O cabo Royds na Antárctida recebeu o seu nome. Depois da expedição, entrou para o couraçado HMS Bulwark, no mar Mediterrâneo e, em 1907, foi transferido para o HMS King Edward VII da Frota do Canal. Em Junho de 1909, passou a Oficial Executivo no posto de Comandante. Em Janeiro de 1911, tornou.se o primeiro Oficial Executivo do couraçado HMS Hercules e, em Agosto de 1913, foi transferido, no mesmo posto, para o HMS Iron Duke, um novo couraçado e navio-almirante do almirante John Jellicoe.
Em 31 de dezembro de 1914 Royds foi promovido a capitão tornando-se o capitão do navio-almirante do almirante Sir Stanley Colville, nas Órcades e na Shetland. Seis meses mais tarde, recebeu o comanfo do couraçado HMS Emperor of India, um importante comando pouco habitual para um capitão. Ali permaneceu até Janeiro de 1919, e recebeu o título de Companheiro de São Miguel e São Jorge (CMG) a 3 de Junho de 1919, pelos serviços prestados na guerra. Serviu em Dover durante um tempo, e foi o último capitão do Real Colégio Naval de Osborne, entre 2 de Janeiro de 1921 até ao seu encerramento em Maio de 1921. A partir de 17 de Maio de 1921, tornou-se Director da Formação Física e Desportos no Almirantado, sucedendo ao seu irmão Percy. De Outubro de 1923 a 15 de Outubro de 1925, ascendeu a comodoro do Quartel da Marinha Real em Devonport, o seu último cargo na marinha.
Em 1 de janeiro de 1926, sucedeu a Sir James Oliver no papel de Comissário Assistemte "A" da Polícia Metropolitana. Em Março de 1926, reformou-se da Marinha Real com a patente de contra-almirante. A 3 de Junho de 1929, recebeu o título de Cavaleiro Comandante do Império Britânico (KBE) nas Honras Centenárias da Polícia Metropolitana e, no mesmo ano, foi escolhido para ajudante-de-ordens do rei. A 23 de Maio de 1930, foi promovido a vice-almirante na Lista de Reformados. Royds morreu de repente enquanto estava como Comissário Assistente, e enquanto fazia o papel de Comissário interino na ausência, por doença, do general Byng. Sofreu um a ataque cardíaco enquanto assistia a um ensaio do Strauss Ball, no Hotel Savoy, e foi levado para o Hospital de Charing Cross, onde chegou já morto.
Em 1918, casou com Mary Louisa Blane, uma ex-actriz, de quem teve uma filha de nome Minna Mary Jessica Royds. 